# Cây bình rượu
Cây bình rượu (cũng gọi là cây bình nước) có danh pháp: Nepenthes rafflesiana, là một loài của chi nắp ấm, sống trên cạn, khá phổ biến ở nhiều vùng nhiệt đới của Borneo, Sumatra, Malaysia, Singapore. Giống như các loài cây nắp ấm, loài cây bắt ruồi hay loài cây ăn sâu bọ khác, đây là một loài cây ăn thịt, mặc dù "thịt" chỉ là những sâu bọ nhỏ. Cây có phương thức dinh dưỡng kép: vừa tự dưỡng bằng quang hợp, lại vừa dị dưỡng nhờ ăn thịt nhằm bổ sung nguồn đạm do môi trường cằn cỗi.

## Mô tả
- Loài cây thân thảo, mọc thấp. Cây non thường có nhiều sợi lông nhỏ, dài, màu nâu hoặc trắng. Cây trưởng thành thường có ít lông, thưa, ngắn và màu nâu.
- Các "bình rượu" (bình nước) của nó là biến dạng của lá dùng để bắt mồi, có dung tích trung bình khoảng 250 ml, thường chỉ ở gần sát mặt đất, hiếm khi vượt quá 20 cm so với mặt đất. Màu sắc của "bình" có thể là màu tím đậm, tím nhạt hoặc gần như hoàn toàn trắng, nhưng thường gặp là màu lục, trong và ngoài có các đốm màu tím.[3] Các "bình" mọc thấp thường to, còn mọc trên cao thì nhỏ hơn.
- Hoa hình cụm, có thể cao từ 16 đến 70 cm, mỗi bông hoa màu đỏ hoặc tím thường xuất hiện đơn lẻ, hoặc đôi khi theo cặp, trên mỗi cuống hoa.

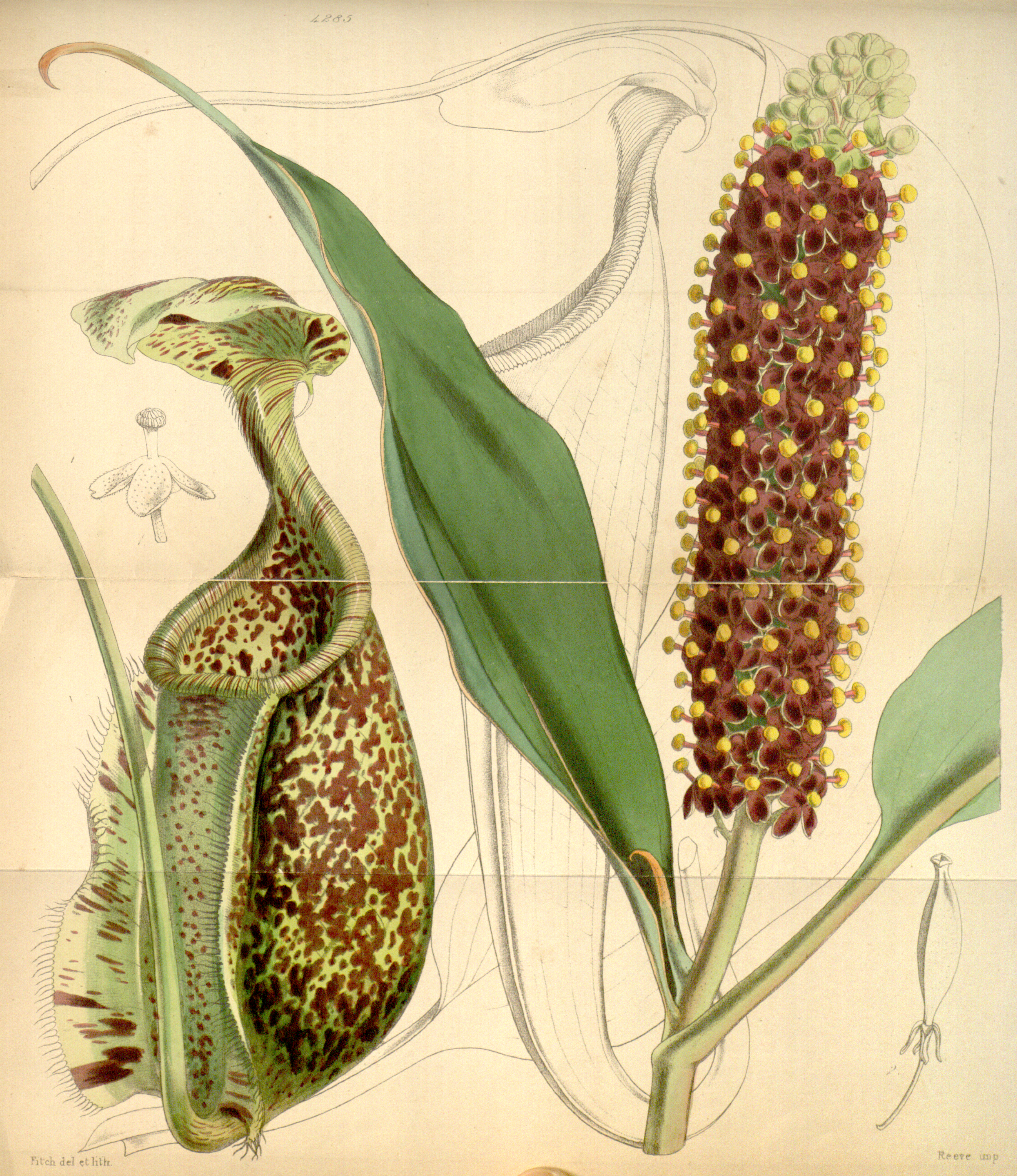
Hình minh họa này của Walter Hood Fitch xuất bản ở tạp chí Thực vật học Curtis năm 1847, được coi là mô tả sớm nhất về loài.

Loài cây bình rượu Nepenthes rafflesiana này được cho là do phát hiện của tiến sĩ William Jack vào năm 1819, qua một tài liệu của ông từ Singapore được công bố trên Tạp chí Thực vật Curtis.
Sau đó, loài này bắt đầu thu hút chú ý nhờ được mô tả kỹ lưỡng ở tạp chí "Người làm vườn và Nông dân" Anh vào năm 1850, rồi được trồng trọt ở Anh nhờ phổ biến của The Gardeners' Chronicle and Agricultural Gazette (Biên niên ký người làm vườn và nông nghiệp), 1872.

## Phân bố
Loài này phổ biến rộng rãi ở Borneo và một phần của Quần đảo Riau của Indonesia. Ở bán đảo Malaysia và Singapore cũng có, nhưng ít hơn.
Ở các khu vực trên, cây thường mọc ở vùng đất cát ẩm ướt, bên lề của rừng, ven đầm lầy than bùn thuộc rừng mưa nhiệt đới và có khi ở vách đá bên bờ biển. Nó có thể sinh sống ở độ cao đến 1200 m hoặc thậm chí 1500 m so với mực nước biển.

## Sinh học

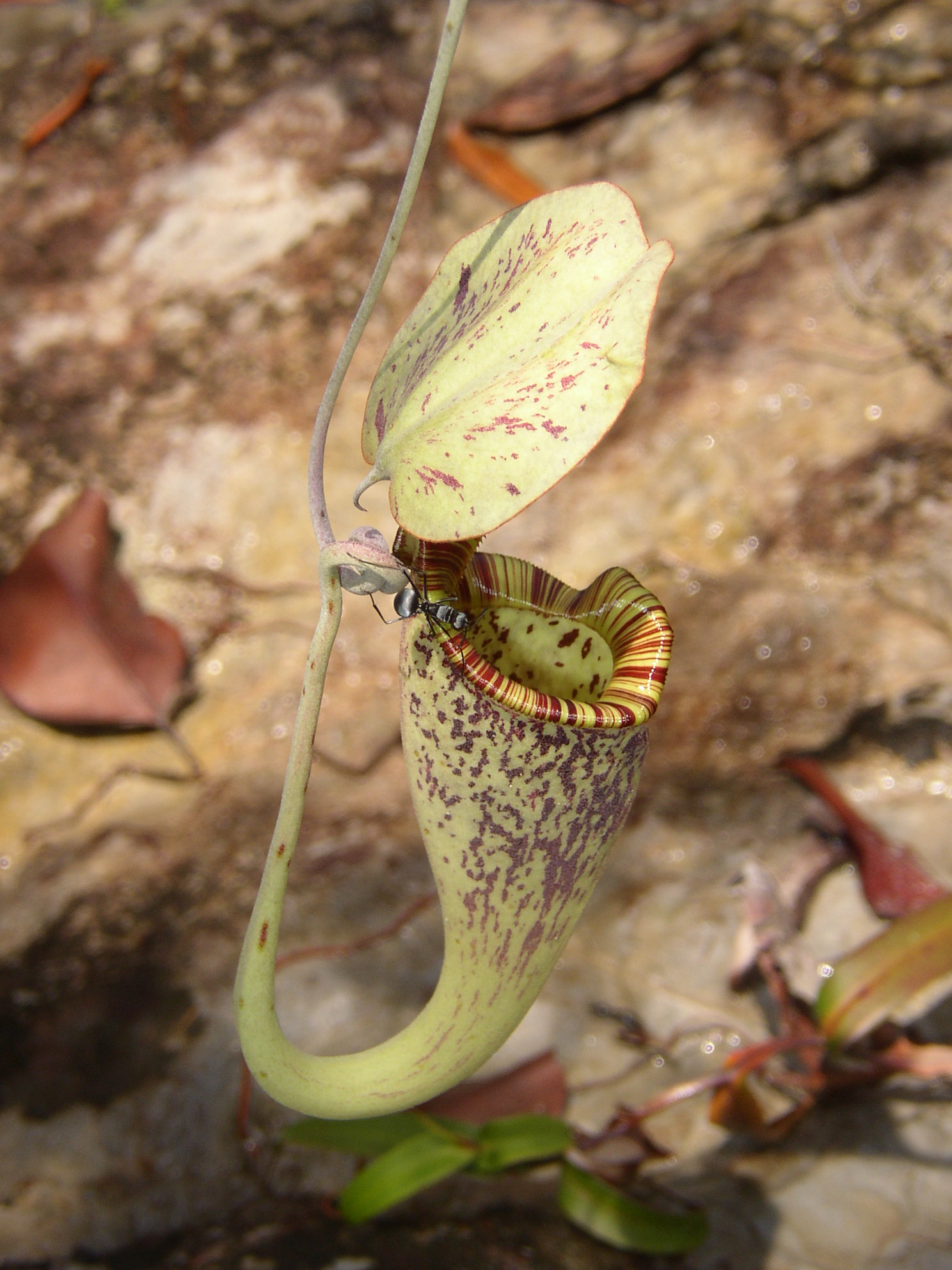
Kiến đang ăn mật từ một "bình rượu" của cây.

Như tất cả các cây cùng chi Nepenthes, loài này không có cơ quan bắt mồi chuyển động chủ động được như cây bắt ruồi Venus, mà là cây bắt mồi bị động. Chúng dẫn dụ con mồi vào bình là nơi tiết ra loại chất có vị ngọt, mùi hấp dẫn. Khi con mồi đã vào thành "bình" rất trơn, thì nhanh chóng trượt rơi xuống đáy "bình" có chứa chất lỏng rồi bị chết đuối. Các enzym tiêu hóa được cây tiết ra từ thành "bình" sẽ phân giải các hợp chất hữu cơ của con mồi thành các chất dinh dưỡng hòa tan, được cây hấp thụ qua thành "bình".
Đặc điểm này được cho là kết quả của phương thức tiến hoá ở những cây sống trong đất nghèo chất đạm. Cũng do phương thức này, mà rễ của hầu hết các loài cây ăn thịt khác đều nhỏ, ăn nông và rất dễ gẫy.
Ngoài ra, một số nơi còn thấy vào ban đêm thì "bình" còn là nơi trú ngụ của loài dơi nhỏ - sự hợp tác có lợi cho hai loài - trong đó dơi có chỗ nghỉ, còn cây nhận thêm nguồn đạm từ phân dơi.

## Trồng trọt
Loài này đã được trồng ở nhiều nơi ở châu Âu, Mỹ như một cây cảnh.
Cây nên được trồng dưới bóng râm, hoặc nơi tán xạ của ánh sáng mặt trời, cũng có thể chiếu sáng nhân tạo thích hợp. Cung cấp nước cho cây bằng cách tưới đủ nước sạch vào gốc và phun sương đều đặn. Tuyệt đối không để nước đọng ở nơi cây sinh sống vì cây ưa ẩm nhưng không chịu nước.
Cho cây "ăn" có nhiều cách, nhưng thức ăn thường là giun khô, xác côn trùng (nếu có thể) hoặc thức ăn viên cho cá (Koi pellets), lượng thức ăn không được nhiều. Tuy gọi là cây ăn thịt, nhưng không loài cây ăn thịt nào ăn được thịt thật (như thịt gà, thịt lợn,...) dù cắt nhỏ, vì các enzym tiêu hóa của chúng không phân giải được loại thức ăn này; lượng thức ăn này sẽ thối rữa, tạo điều kiện cho vi khuẩn và nấm cơ hội hại cây cũng như gây mùi khó chịu.

## Đa dạng

### Các biến thể
Loài cây này có nhiều dạng khác nhau, mỗi dạng có thể gọi là biến thể (var) hoặc loài phụ là còn đang tranh luận.
- Nepenthes rafflesiana f. alba Hort.Westphal (2000) nom.nud.
- Nepenthes rafflesiana var. alata J.H.Adam & Wilcock (1990)
- Nepenthes rafflesiana var. ambigua Beck (1895)[9]
- Nepenthes rafflesiana var. elongata Hort.Kew ex Dyer (1897) nom.nud. [=?N. hemsleyana][8][10]
- Nepenthes rafflesiana var. excelsior (Hort.Williams) Beck (1895)[9] [=(N. ampullaria × N. rafflesiana) × N. rafflesiana]
- Nepenthes rafflesiana var. glaberrima Hook.f. (1873)[11]
- Nepenthes rafflesiana var. hookeriana (auct. non Low: Hort.Veitch ex Mast.) Becc. (1886) [=N. × hookeriana]
- Nepenthes rafflesiana var. insignis Mast. (1882)
- Nepenthes rafflesiana var. longicirrhosa Tamin & M.Hotta in M.Hotta (1986) nom.nud. [=N. longifolia][12]
- Nepenthes rafflesiana var. minor Becc. (1886)
- Nepenthes rafflesiana var. nigropurpurea Mast. (1882)
- Nepenthes rafflesiana var. nivea Hook.f. (1873)[11]
- Nepenthes rafflesiana var. pallida Hort.Veitch ex Burb. (1883) [=(N. khasiana × N. gracilis) × N. rafflesiana]
- Nepenthes rafflesiana var. striata Hort. ex Teijsm. (1859)[13] nom.nud.
- Nepenthes rafflesiana var. subglandulosa J.H.Adam & Hafiza (2006)[14] [=N. hemsleyana][8]
- Nepenthes rafflesiana var. typica Beck (1895)[9] nom.illeg.
- Nepenthes rafflesiana var. viridis Hort. ex Teijsm. (1859)[13] nom.nud.
- Nepenthes rafflesiana var. vittata Lauffenburger (1995) nom.nud.
- Nepenthes rafflesiana "glaberrima" Burb. (1880)[15] [=N. hemsleyana][8]

### Dạng khổng lồ
Dạng cây to, cao với "bình" rất lớn so với các dạng khác thường gặp, được gọi là dạng khổng lồ của N. rafflesiana đã được phát hiện ở các địa phương cô lập trên bờ biển phía tây bắc của Borneo và ven biển Sematan, cách thành phố Kuching khoảng 110 km về phía tây. Môi trường sống của dạng này là rừng mưa nhiệt đới rất rậm rạp. Ở dạng khổng lồ, thân cây có thể leo lên độ cao 15 m, phiến lá to khoảng hai lần rưỡi so với dạng bình thường, thân có đường kính tới 10 mm. "Bình" thấp (mọc sát đất) có thể đạt chiều cao hơn 35 cm, "phễu" rộng 15 cm, thể tích quá 1000 ml (1 lít). "Bình" của dạng này có sắc tố đa dạng: từ màu trắng với các đốm đỏ đến màu tím sẫm. "Bình" cao thường có màu lục, trong suốt. Cụm hoa cũng rất lớn, đạt chiều dài hơn 1 m. Những bông hoa riêng lẻ có đường kính lên tới 1,5 cm và có những chiếc vòi màu đỏ sẫm.